# Santa María Apaxco
Santa María Apaxco es una de las 4 poblaciónes del municipio de Apaxco, uno de los 125 municipios del Estado de México en México. Es una comunidad urbana y según el censo del 2010 tiene una población total de 3747 habitantes.

## Toponimia
Este antiguo altépetl se le conocía como Coamilpan, fue poblado por los otomíes y también era un reducto militar de los mexicas que tributaban en Huepuxtla. El nombre deriva del náhuatl, que proviene de; coatl = serpiente y milpan = milpa; que se traduce al castellano como Lugar sobre la milpa de serpientes.